# سلاحف النينجا (لعبة فيديو 1989)
لعبة سلاحف النينجا (بالإنجليزية:Teenage Mutant Ninja Turtles) (باليابانية:激亀忍者伝) ، وتعني باللغة اليابانية أسطورة السلاحف (بالإنجليزية:Teenage Mutant Hero Turtles ) وتنطق باللاتينية Gekikame Ninja Den .
أنتجت اللعبة سنة 1989م من قبل شركة كونامي اليابانية، وكان لعبة السلاحف النينجا هي الأول من نوعه في قبل نهاية العقد الثمانين الميلادية بأشهر، وصدرت هذه اللعبة لأول مرة في الولايات المتحدة الأمريكية عبر فرع كونامي لها وتعرف بأولترا جيمز (بالإنجليزية:Ultra Games) ، وتعمل بنظام الفايكوم.
وبعد ذلك أنتشرت في الصين وبقية دول العالم، ومنها دول الخليج العربي .

## إعادة تحميل اللعبة الكلاسيكية
قامت شركة نينتندو بإعادة إنتاج اللعبة الكلاسيكية عبر جهاز نينتندو وي ، وتعرض في المتجر الإلكتروني عبر الإنترنت منذ عام 2007م .

## مراحل اللعبة
تتكون اللعبة من ست مراحل وهي كالتالي :
- المرحلة الأولى : القرية، ومهمتها إنقاذ المذيعة أبريل والتي تعرضت للخطف على أيدي أتباع شريدر.
- المرحلة الثانية : الجسر، ومهمتها إيقاف تشغيل القنبلة أسفل البحر بالقرب من الجسر .
- المرحلة الثالثة : وول ستريت، ومهمتها العثور على المعلم سبلنتر والذي تعرض للخطف على يد أتباع شريدر.
- المرحلة الرابعة : المطار، ومهمتها البحث عن معلومات سرية حول موقع القاعدة السرية التابعة لشريدر.
- المرحلة الخامسة : القاعدة السرية، ومهمتها العثور على أضخم غواصة برية والتي يملكها شريدر.
- المرحلة السادسة والأخيرة : داخل الغواصة البرية، يجب قتل زعيم العصابات شريدر.

والطريف في اللعبة أنها تتوفر الخرائط لتسهيل وصول اللاعب إلا أن الخريطة لن تظهر في المرحلة السادسة والأخيرة، بسبب قيام شريدر بتشويش الرادار.

## وصلات خارجية
- Complete Teenage Mutant Ninja Turtles video on archive.org
- Teenage Mutant Ninja Turtles على موقع غيم فاكس (Famicom/NES version)
- Teenage Mutant Ninja Turtles على موبي غيمز
- Complete Teenage Mutant Ninja Turtles video on archive.org